# Лофтус, Джон, 2-й маркиз Или
Джон Лофтус, 2-й маркиз Или (англ. John Loftus, 2nd Marquess of Ely; 15 февраля 1770 — 26 сентября 1845) — англо-ирландский аристократ и политик, именовавшийся достопочтенным Джоном Лофтусом с 1785 по 1794 год и виконтом Лофтусом с 1794 по 1806 год.

## Биография
Родился 15 февраля 1770 года под именем Джон Тоттенхэм. В 1783 году по королевской лицензии вместе со своим отцом принял фамилию Лофтус. Старший сын Чарльза Лофтуса, 1-го маркиз Или (1738—1806), и Джейн Майкхилл (? — 1807).
Джон Лофтус заседал в Ирландской палате общин от графства Уэксфорд с 1790 года до Акта об унии в 1801 году. Затем он представлял графство Уэксфорд в парламенте Соединенного Королевства с 1801 по 1806 год, когда сменил своего отца на посту 2-го маркиза Или и 2-го барона Лофтуса. Он был губернатором графства Уэксфорд с 1805 года и хранителем рукописей (Custos Rotulorum) графства Уэксфорд с 1824 года.
3 ноября 1807 года ему был пожалован Орден Святого Патрика. С 1800 по 1806 год он был лордом казначейства Ирландии.

## Семья

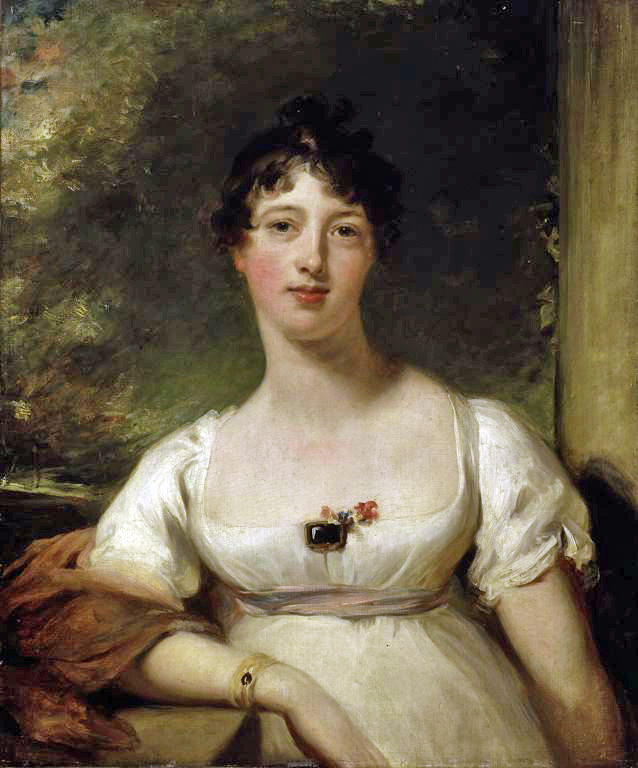
Энн Мэри Дэшвуд, портрет сэра Томаса Лоуренса, 1805 год

22 мая 1810 года в церкви Святого Георгия на Ганновер-сквер в Лондоне 2-й маркиз Или женился на Энн Мэри Дэшвуд (ок. 1790 — 6 сентября 1857), дочери сэра Генри Уоткина Дэшвуда, 3-го баронета (1745—1828), и Мэри Хелен Грэм. У супругов было пять сыновей и четыре дочери, из которых наиболее известны:
- Леди Шарлотта Элизабет Лофтус (1811 — 11 сентября 1878), муж с 1830 года Уильям Таттон Эгертон, 1-й барон Эгертон из Таттона (1806—1883)
- Леди Сисели Мария Лофтус (род. 1814), муж с 1834 года Джеймс Хорнби Тейлор-Беркли (1797—1866)
- Джон Генри Лофтус, 3-й маркиз Или (19 января 1814 — 15 июля 1857), старший сын и преемник отца
- Лорд Джордж Уильям Лофтус (11 мая 1815 — 19 января 1877), женат с 1846 года на Марте Фуллер (? — 1858)
- Преподобный лорд Адам Лофтус (13 мая 1816 — 25 декабря 1866), с 1846 года женат на Маргарет Фаннин (ок. 1820—1902)
- Достопочтенный лорд Август Уильям Фредерик Спенсер Лофтус (4 октября 1817 — 7 марта 1904), женат с 1845 года Эмме Мэри Гревилл (? — 1902)
- Лорд Генри Йорк Эстли Лофтус[англ.] (9 апреля 1822 — 28 февраля 1880), игрок в крикет, женат с 1864 года на Луизе Эмме Маунселл (1824—1884)
- Леди Кэтрин Генриетта Мэри Лофтус (1828 — 22 февраля 1908), муж с 1863 года капитан Артур Джон Лофтус (? — 1891).